# Hypermetrie
Hypermetrie ist eine Bewegungsstörung, bei der Zielbewegungen zu weit ausgeführt werden. Sie ist eine Form der Dysmetrie.
Hypermetrien weisen auf eine Erkrankung des Kleinhirns oder der Kleinhirn-Bahnen hin und verursachen auch eine Störung des Bewegungsablaufes (Ataxie) mit weit ausladenden Bewegungen.
Hypermetrien der oberen Extremität werden beim Menschen mit dem Finger-Nase-Versuch und dem Bárány-Zeigeversuch getestet, solche der unteren Extremität mit dem Knie-Hacken-Versuch. In der Tiermedizin wird vor allem die Hüpfreaktion durchgeführt.